# Henry Hildyard

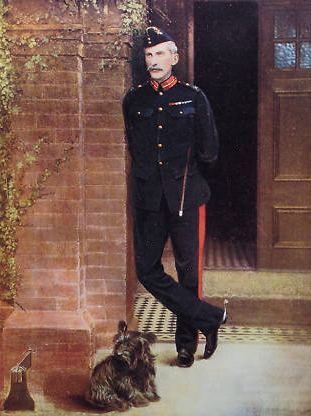
H.J.T. Hildyard, 1900

Sir Henry John Thoroton Hildyard GCB (* 5. Juli 1846; † 25. Juli 1916 in Aspley Heath, Bedfordshire) war ein britischer Offizier, zuletzt General, der im Anglo-Ägyptischen Krieg von 1882 und im Zweiten Burenkrieg kämpfte und von 1904 bis 1908 Oberbefehlshaber in Südafrika war.

## Leben
Hildyard war der dritte Sohn des Politikers Thomas Blackborne Thoroton Hildyard (1821–1888), Unterhausabgeordneter für South Nottinghamshire, aus dessen Ehe mit Anne Margaret Rochfort. Er wurde in jungen Jahren an der Burney’s Royal Naval Academy in Gosport aufgenommen, um auf eine Karriere in der Royal Navy vorbereitet zu werden. Von 1859 bis 1864 diente er als Midshipman in der Royal Navy, bevor er 1867 als Ensign des 5th (Northumberland Fusiliers) Regiment of Foot in die British Army wechselte. Später kam er ins 71st (Highland) Regiment of Foot (Light Infantry), in dem er mehrere Jahre als Lieutenant und Adjutant diente. Er absolvierte 1877 das Staff College und wurde im folgenden Jahr zum Captain in der Somerset Light Infantry befördert.
1882 diente er als Brevet-Major in der ägyptischen Expedition gegen die Urabi-Bewegung und nahm an mehreren Schlachten teil, darunter der Schlacht von Tel-el-Kebir, wofür er mentioned in dispatches wurde. Von 1883 bis 1888 diente er in der ägyptischen Armee. Ab 1886 war er Aide-de-camp der Queen Victoria. Von 1893 bis 1898 diente er wieder im Mutterland, unter anderem als Deputy Assistant Adjutant-General und Assistant Adjutant-General im Hauptquartier der British Army und war zugleich Kommandant des Staff College. Anschließend erhielt er das Kommando über die in Aldershot stationierte 3rd Infantry Brigade. 1897 wurde er als Companion des Order of the Bath ausgezeichnet.
Nach dem Beginn des Zweiten Burenkriegs wurde er nach Südafrika versetzt, wo er die 2nd Infantry Brigade innerhalb der von Redvers Buller geführten Natal Field Force befehligte. Auf diesem Posten nahm er unter anderem an den Schlachten von Colenso und Spion Kop und am Entsatz von Ladysmith teil. Im April 1900 übernahm Hildyard die 5th Division von seinem Vorgänger Charles Warren und blieb bis zum Oktober des folgenden Jahres in Südafrika und wurde weitere vier Mal mentioned in dispatches. Zusätzlich wurde er zum Knight Commander des Order of the Bath geschlagen und erhielt die Queen’s South Africa Medal mit fünf Spangen.
Anschließend übernahm Hildyard das I Army Corps in Aldershot. 1903 wurde er zum Director of Military Education and Training im Hauptquartier der Army ernannt. Im März 1904 wurde er zum Lieutenant General befördert und als Nachfolger des zum Chef des Generalstabs ernannten Neville Lyttelton zum Oberbefehlshaber in Südafrika ernannt. 1911 schied er im Rang eines General und unter Erhebung zum Knight Grand Cross des Order of the Bath aus dem aktiven Dienst und starb 1916 im Alter von 70 Jahren.
Hildyard war von Dezember 1903 bis zu seinem Tod Colonel of the Regiment der Highland Light Infantry.

## Ehe und Nachkommen
1871 hatte Hildyard Annette Prevost (1849–1919), Tochter des Admirals James Charles Prevost, geheiratet. Mit ihr hatte er drei Söhne und eine Tochter:
- Harold Charles Thoroton Hildyard (1872–nach 1935), Brigadier der British Army;
- Gerald Moresby Thoroton Hildyard (1874–1956);
- Sir Reginald John Thoroton Hildyard (1876–1965), General der British Army;
- Edith Mary Thoroton Hildyard.